# Tom Powers
Pour les articles homonymes, voir Powers.
Tom Powers est un acteur américain, né le 7 juillet 1890 à Owensboro, dans le Kentucky, et mort le 9 novembre 1955 à Hollywood, en Californie (États-Unis).

## Filmographie partielle

### Années 1910
- 1911 : The Sheriff's Friend
- 1911 : A Western Heroine
- 1911 : The Girl and the Sheriff
- 1911 : The Half-Breed's Daughter : A Gold Miner
- 1911 : The Black Chasm
- 1912 : A Girl of the West
- 1912 : The Heart of a Man
- 1912 : A Cure for Pokeritis
- 1912 : A Story of the Circus : Le père
- 1912 : The Great Diamond Robbery : Premier Détective
- 1912 : The Haunted Rocker : The Suitor
- 1912 : The Illumination : Giuseppe
- 1912 : The Hieroglyphic : Tom Swayne
- 1912 : Love in the Ghetto : The Daughter's Sweetheart
- 1912 : An Eventful Elopement : Sweetheart of the Daughter of the Pronubial Couple
- 1912 : The Cylinder's Secret : Richard Johns, fils de Howard
- 1912 : Saving an Audience : John
- 1912 : The Signal of Distress : George Gordon
- 1912 : While She Powdered Her Nose : Abner
- 1913 : Under the Make-Up : Pierrot
- 1913 : Sisters All
- 1913 : The House in Suburbia : John
- 1913 : Checkmated : Cecil Wray
- 1913 : Let 'Em Quarrel
- 1913 : A Window on Washington Park : Alan Dale, le neveu du vieil homme
- 1913 : Counsellor Bobby
- 1913 : Cutey Plays Detective de Laurence Trimble : The Pal
- 1914 : Over the Garden Wall
- 1914 : In the Shadow of Big Ben de Frank Wilson : Harry Forrest
- 1914 : The Basilisk : The Fiance
- 1914 : Creatures of Habit : Tom
- 1914 : Daisy Doodad's Dial
- 1914 : Gertie le dinosaure (Gertie the Dinosaur) de Winsor McCay
- 1915 : Barnaby Rudge de  Thomas Bentley et Cecil M. Hepworth : Barnaby Rudge
- 1915 : The Passing of a Soul : Le fils
- 1915 : The Traitor : Lieutenant Shaw
- 1915 : Be Sure Your Sins : Leo Garth
- 1915 : As Ye Repent : Jim Somers
- 1915 : A Lancashire Lass : Howard
- 1915 : The Painted Lady Betty : L'homme
- 1916 : Love in a Mist : The Fiancee
- 1917 : La Menace dans l'ombre (The Auction Block) de Laurence Trimble : Bob Wharton

### Années 1940
- 1944 : Assurance sur la mort (Double Indemnity) de Billy Wilder : Mr. Dietrichson
- 1944 : Babes on Swing Street : Rôle indéterminé
- 1944 : Une femme sur les bras (Practically Yours), de Mitchell Leisen : Commander Harry Harpe
- 1945 : The Phantom Speaks : Harvey Bogardus
- 1945 : The Chicago Kid : Mike Thurber
- 1946 : Révolte à bord (Two Years Before the Mast) de John Farrow : Bellamer
- 1946 : Le Dahlia bleu (The Blue Dahlia) de George Marshall : Capt. Hendrickson
- 1946 : Her Adventurous Night : Carter
- 1946 : The Last Crooked Mile : Floyd Sorelson
- 1947 : L'Ange et le Mauvais Garçon (Angel and the Badman) : Dr. Mangram
- 1947 : Ma femme est un grand homme (The Farmer's Daughter) : Hy Nordick
- 1947 : For the Love of Rusty : Hugh Mitchell
- 1947 : Ils ne voudront pas me croire (They Won't Believe Me) d'Irving Pichel : Trenton
- 1947 : Son of Rusty : Hugh Mitchell
- 1948 : Les Liens du passé (I Love Trouble) : Ralph Johnston
- 1948 : Le Bar aux illusions (The Time of Your Life), de H. C. Potter : Freddy Blick
- 1948 : Up in Central Park : Rogan
- 1948 : Quand le rideau tombe (The Velvet Touch) : Detective
- 1948 : La Cité de la peur (Station West) : Capt. George Isles
- 1948 : Angel in Exile : Warden
- 1948 : Deux Nigauds toréadors (Mexican Hayride) : Plainclothesman Ed Mason
- 1949 : Special Agent : Chief Special Agent Wilcox
- 1949 : La Scène du crime (Scene of the Crime) de Roy Rowland : Umpire Menafoe
- 1949 : Enquête à Chicago (Chicago Deadline) de Lewis Allen : Glenn Howard
- 1949 : Chinatown at Midnight de Seymour Friedman : Captain Howard Brown
- 1949 : Ville haute, ville basse (East Side, West Side) de Mervyn LeRoy : Owen Lee

### Années 1950
- 1950 : L'Homme du Nevada (The Nevadan) de Gordon Douglas : Bill Martin
- 1950 : Destination... Lune ! (Destination Moon) d'Irving Pichel : Général Thayer
- 1950 : Again... Pioneers de William Beaudine : Ken Keeler
- 1950 : Right Cross : Tom Balford
- 1951 : Fighting Coast Guard : Adm. Ryan
- 1951 : Le Grand Attentat (The Tall Target) d'Anthony Mann : Simon G. Stroud
- 1951 : Le Cabaret du soleil couchant (The Strip) de László Kardos : Lieutenant Detective Bonnabel
- 1951 : Le Puits (The Well), de  Leo C. Popkin et Russell Rouse : Jim
- 1952 : Appel d'un inconnu (Phone Call from a Stranger) de Jean Negulesco : Dr. Fernwood
- 1952 : Bas les masques (Deadline - U.S.A.) de Richard Brooks : Andrew Wharton
- 1952 : Flesh and Fury (en) de Joseph Pevney : Andy Randolph
- 1952 : The Fabulous Senorita : Delaney
- 1952 : Jet Job : Oscar Collins
- 1952 : Les Rivaux du rail (Denver and Rio Grande) de Byron Haskin : Sloan
- 1952 : Bal Tabarin : Eddie Mendies
- 1952 : Courrier diplomatique (Diplomatic Courier) : Cherney
- 1952 : Cinq mariages à l'essai (We're Not Married!) : Attorney General
- 1952 : The WAC from Walla, Walla : Général
- 1952 : Le Traître du Texas (Horizons West), de Budd Boetticher : Frank Tarleton
- 1952 : Le Piège d'acier (The Steel Trap) d'Andrew L. Stone : Valcourt
- 1953 : The Marksman : Lt. Governor Wilson
- 1953 : Fais-moi peur (Scared Stiff) : lieutenant de police
- 1953 : Jules César (Julius Caesar) : Metellus Cimber
- 1953 : La Dernière Chevauchée (The Last Posse) d'Alfred L. Werker : Frank White
- 1953 : Hannah Lee: An American Primitive : shérif
- 1953 : La Nuit sauvage (Devil's Canyon) : Joe Holbert
- 1953 : J'aurai ta peau (I, the Jury) d'Harry Essex : Milt Miller
- 1953 : Donovan's Brain de Felix E. Feist : Donovan's Washington Advisor
- 1954 : La Mer des bateaux perdus (Sea of Lost Ships) de Joseph Kane : vice-amiral
- 1954 : Lucky Me de Lew Landers : Crony
- 1954 : Le tueur porte un masque (The Mad Magician) de John Brahm : Inspecteur
- 1955 : Rendez-vous sur l'Amazone (The Americano) de William Castle : Jim Rogers
- 1955 : Dix hommes à abattre (Ten Wanted Men) : Henry Green
- 1955 : New York confidentiel (New York Confidential) de Russell Rouse : Dist. Atty. Rossi
- 1955 : Double Jeopardy : Mr. Sheldon
- 1955 : Pavillon de combat (The Eternal Sea) de John H. Auer
- 1956 : The Go-Getter : Miller's Business Partner